# (740) Cantabia
(740) Cantabia es un asteroide que forma parte del cinturón de asteroides y fue descubierto por Joel Hastings Metcalf el 10 de febrero de 1913 desde Winchester, Estados Unidos.

## Designación y nombre
Cantabia fue designado al principio como 1913 QS.
Más adelante, se nombró así posiblemente por la contracción de Cantabridgia, forma latinizada de la ciudad estadounidense de Cambridge.

## Características orbitales
Cantabia orbita a una distancia media de 3,051 ua del Sol, pudiendo alejarse hasta 3,389 ua. Tiene una inclinación orbital de 10,85° y una excentricidad de 0,1107. Emplea en completar una órbita alrededor del Sol 1946 días.